# Pablo Lescano
Pablo Lescano (San Isidro, 8 de dezembro de 1977) é um cantor e músico argentino de cumbia villera, sendo um dos principais representantes deste estilo, junto ao seu grupo Damas Gratis.

## Discografia

### Com a banda Damas Gratis
| Ano  | Álbum                                    | Gravadora      |
| ---- | ---------------------------------------- | -------------- |
| 2000 | Para los pibes                           | DBN            |
| 2001 | Hasta las manos                          | DBN            |
| 2001 | Operación Damas Gratis                   | DBN            |
| 2002 | 100% Negro cumbiero                      | DBN            |
| 2005 | Sin remedio                              | Magenta Discos |
| 2006 | Solo para entendidos                     | Magenta Discos |
| 2007 | La gota que rebaso el vaso               | Pelo Music     |
| 2010 | 10 años de oro - En vivo en el Luna Park | Pelo Music     |
| 2012 | Esquivando el éxito                      | EMI            |

### Colaborações
- 2008: La luz del ritmo - Los Fabulosos Cadillacs
- 2010: On the rock - Andrés Calamaro